# Formigueret de flancs argentats
El formigueret de flancs argentats és una espècie (o subespècie, depenent de la classificació adoptada) d'au passeriforme pertanyent al nombrós gènere Myrmotherula de la família Tamnofílids. És endèmic del litoral oriental del Brasil.

## Distribució i hàbitat
Es distribueix pel litoral del Brasil, des de l'extrem sud-est de Rio Grande do Norte, cap al sud pels estats de Paraíba, Pernambuco, Sergipe, Alagoas, Bahia, Espírito Santo, fins a l'extrem sud-est de Rio de Janeiro.

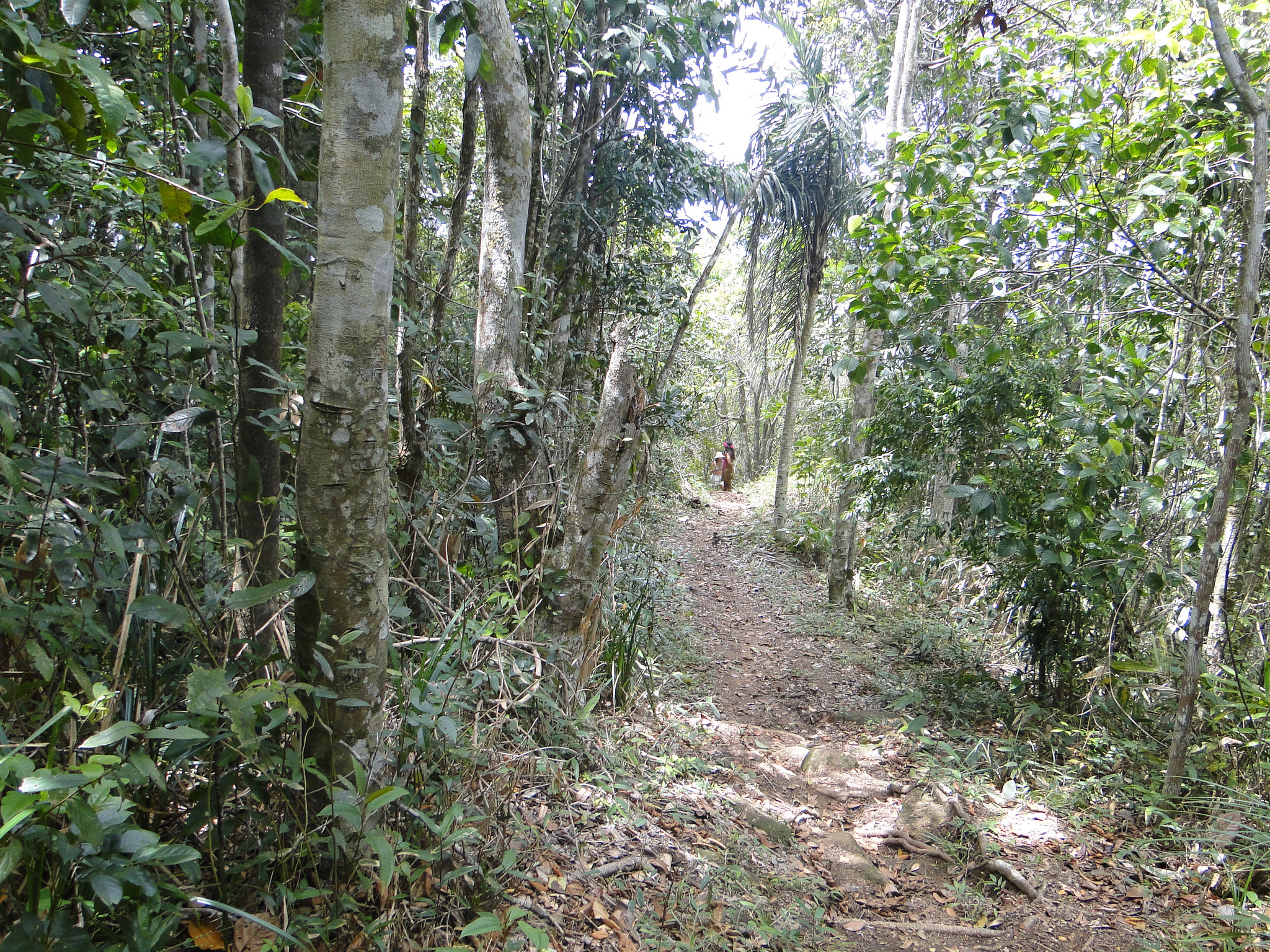
Sotabosc de la Muntanya Pascoal, Badia, Brasil, exemple d'hàbitat de l'espècie.

Aquesta espècie és raonablement comuna en el sotabosc i l'estrat mitjà de selves humides i costaneres de la Mata Atlàntica, també als boscos de restinga (a Espírito Santo), principalment sota els 800 m d'altitud.

## Descripció
És un ocell petit, mesura 10 cm de longitud. El mascle és de color gris per sobre, amb les plomes cobertores de les ales més negres, i dues bandes de línies blanques; les plomes de la cua amb puntes blanques estretes. Per sota és gris, amb un extens pit negre i flancs gris-platejats. La femella és de color marró-fosc per sobre amb les ales i cua més marrons, les ales amb dues tènues línies de color marró més clar. Per sota és ocre, amb la gola més blanca i els flancs més grisos.

## Estat de conservació
L'espècie ha estat qualificada «preocupació menor» per la Unió Internacional per a la Conservació de la Naturalesa (IUCN). La seva població, encara no quantificada, és considerada en moderada decadència a causa de la pèrdua d'hàbitat dins de la seva extensa zona de distribució. No obstant això, no està classificada com amenaçada a causa de l'extensió de la seva zona i el fet de ser força comuna.

## Comportament
Té hàbits similars al formigueret de flancs blancs (Myrmotherula axillaris), farratja en parella o en petits grups, explorant el fullatge i els embullats de plantes enfiladisses; freqüentment al costat d'esbarts mixts d'alimentació del sotabosc. Sacseja les seves ales com si volgués mostrar els seus flancs platejats.

### Vocalizació
El cant és un característic «dr-dr-dr-dri-dri-dri-driu» ràpid i aspre, amb variacions, de vegades inclou algunes notes irritades.

## Sistemàtica

### Descripció original
L'espècie M. luctuosa va ser descrita per primera vegada per l'ornitòleg austríac August von Pelzeln l'any 1868 amb el mateix nom científic; localitat tipus «Badia, Brasil».

### Etimologia
El nom genèric femení «Myrmotherula» és un diminutiu del gènere Myrmothera, del grec «murmos»: formiga i «thēras»: caçador; o sigui «petit caçador de formigues»; i el nom de l'espècie «luctuosa», prové del llatí «luctuosus»: de dol (pel seu color negre).

### Taxonomia
Aquesta espècie va ser considerada coespecífica amb Myrmotherula axillaris però difereixen en diverses característiques morfològiques i en les vocalitzacions, a més d'ocupar àrees geogràfiques ben diferents i que no se sobreposen. És considerada espècie plena per diverses classificacions, com el Congrés Ornitològic Internacional (IOC), i encara subespècie Myrmotherula axillaris luctuosa per unes altres, com Clements Checklist v.2016 i el Comitè Brasiler de Registres Ornitològics (CBRO, llista 2015).
Les similituds en la morfologia, comportament i vocalitzacions, suggereixen que les dues espècies (M. axillaris i la present) formen part del grup anomenat «complex de formiguerets grisos», com també en formen part Myrmotherula minor, M. schisticolor, M. sunensis, M. iheringi, M. behni, M. grisea, M. unicolor, M. snowi, M. longipennis, M. urosticta i M. menetriesii, a pesar que aquest grup possiblement no sigui monofilètic.
És monotípica, o sigui, no posseeix subespècies.
Alguns autors pensaven que la forma descrita com Myrmotherula fluminensis fos un híbrid entre M. unicolor i la present; posteriorment es va creure en la possibilitat de ser una variació de la present; registres recents de vocalitzacions, confirmen que és, de fet, una variació de M. luctuosa, i per tant, un sinònim posterior de la mateixa.